# Kurt Appel

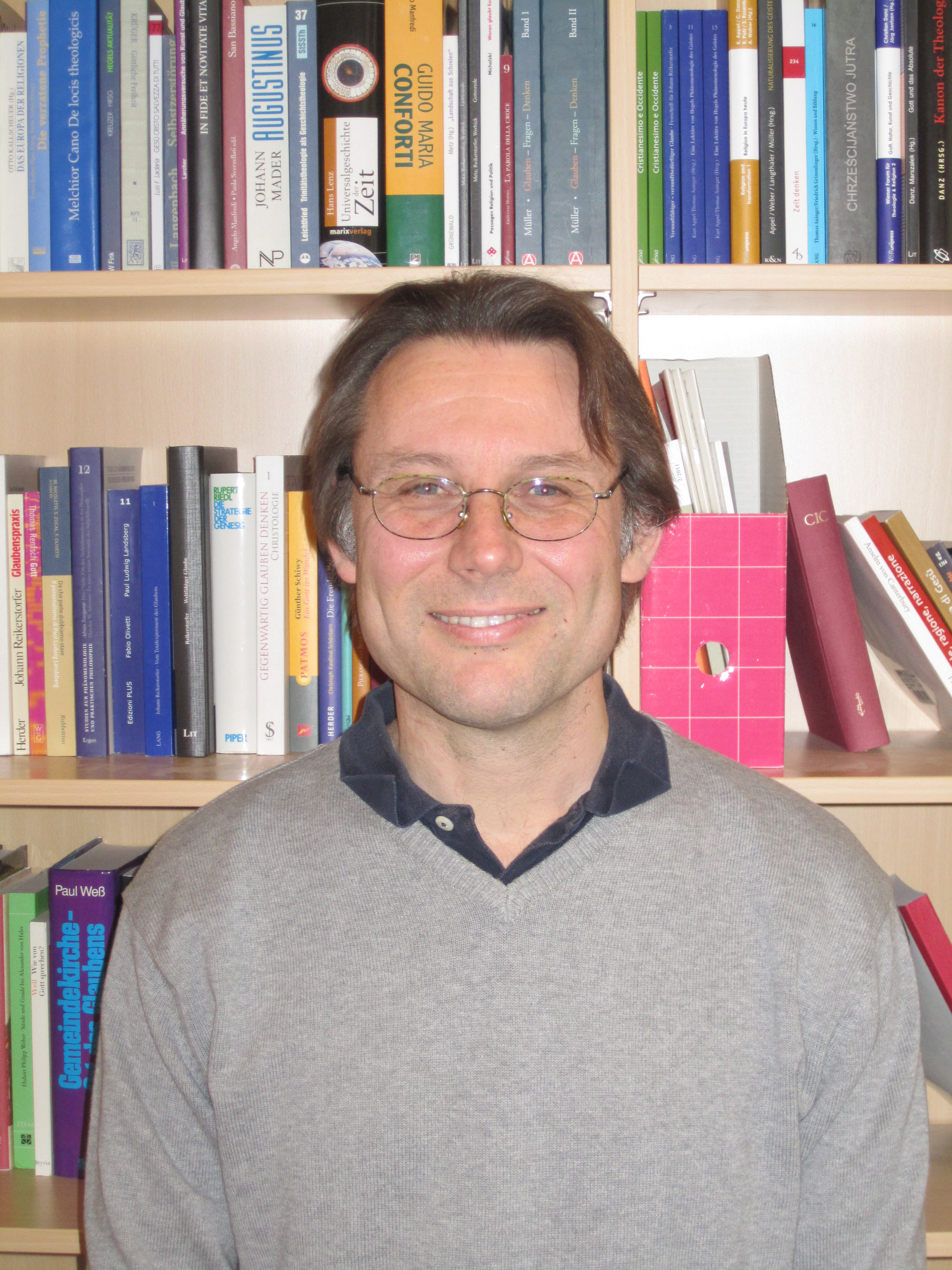
Kurt Appel 2012

Kurt Appel (* 28. Oktober 1968 in Tulln) ist Religionsphilosoph und katholischer Theologe. Seit 2011 ist er Professor für Theologische Grundlagenforschung an der Katholisch-Theologischen Fakultät der Universität Wien. Seine Forschungsschwerpunkte liegen in der Gottesfrage, in der Formulierung einer Theorie der Zeit bzw. einer Theorie der Geschichte, in der Interpretation der Philosophie Hegels und des deutschen Idealismus im Lichte postmodernen Denkens und in der Erarbeitung eines neuen Humanismus im interdisziplinären Gespräch. Daneben ist vor allem die Frage nach der theologischen und philosophischen Bedeutung des Projekts Europa wichtig für Appels Schaffen.

## Leben
Kurt Appel, der 1968 in Tulln geboren wurde, studierte zwischen 1988 und 1999 Theologie, Philosophie, Geschichte und Germanistik. 2000 erfolgte die Promotion in Philosophie (Titel der Dissertation: Kants Theodizeekritik: Eine Auseinandersetzung mit den Theodizeekonzeptionen von Leibniz und Kant), 2002 die Promotion in Theologie (Titel der Dissertation: Entsprechung im Wider-Spruch: Eine Auseinandersetzung mit dem Offenbarungsbegriff der politischen Theologie des jungen Hegel) und 2005 die Habilitation im Fachbereich Fundamentaltheologie (Titel der Habilitation: Zeit und Gott. Mythos und Logos der Zeit im Anschluss an Hegel und Schelling) an der Universität Wien. Seit 2010 ist Kurt Appel Sprecher des Forschungszentrums „Religion and Transformation in Contemporary Society“ und seit 2011 Professor für Theologische Grundlagenforschung an der Universität Wien.
Kurt Appel hat zahlreiche Gastprofessuren wahrgenommen. Einer Gastprofessur an der Facoltà teologica dell’ Emiglia Romagna (Bologna) 2009 folgte von 2010 bis 2015 parallel zur Wiener Forschungs- und Lehrtätigkeit eine regelmäßige Gastprofessur an der Facoltà teologica dell’ Italia Settentrionale (Mailand). Darüber hinaus war Appel sowohl Gastprofessor an der Waldenser-Universität in Rom im Jahr 2016 als auch Gastprofessor für Religionsphilosophie am Dipartimento di lettere e di filosofia der Universität Trient. Im Jahr 2020 folgte eine Gastprofessur für Religionsphilosophie an der Universität Denver.

## Forschungsschwerpunkte
Appels Ausrichtung im Sinne einer interdisziplinär orientierten Grundlagenforschung im Bereich Religionsphilosophie und Fundamentaltheologie ergibt sich daraus, dass klar umrissene religiöse Welten sowie traditionelle Unterscheidungen wie religiös / nicht-religiös brüchig geworden und teilweise überholt sind. Die Theologie hat demnach im Gespräch mit anderen Wissenschaften (Philosophie, Literaturwissenschaften, Physik, Sozialwissenschaften etc.) ihre Aufgabe als Kultur-, Erkenntnis- und Religionskritik wahrzunehmen.
Das Leitthema von Appels Forschung bildet die Suche nach religiösen Potentialen und deren säkularen Transformationen für ein Projekt eines neuen Humanismus. Die damit verbundene Herausforderung, einen neuen Blick auf das Humanum in seiner Unverfügbarkeit, Verletzbarkeit und Singularität zu gewinnen, wird von Appel vor allem in fünf verschiedenen Fragestellungen erforscht.
1.      Die Thematik der Apokalypse steht für die Frage nach dem Wesen der Zeit vor dem Hintergrund eines zunehmend positivistisch verkürzten Zeit- und Geschichtsverständnisses, das keinen Ort für eine Vision des Menschlichen und eine offene Zukunft kennt. Gegen dieses Zeitverständnis arbeitet Appel in Anlehnung an den deutschen Idealismus heraus, dass es keine subjektunabhängige Zeit gibt und entwickelt eine Konzeption von Zeit, die u. a. auch das biblische Verständnis von Zeit neu zu erschließen vermag. Das daraus folgende Verständnis von Apokalypse besteht nicht in einem chronologischen Ende der Zeit, sondern in einer Zeitform, in der Vergangenheit je neu auf Zukunft hin erschlossen werden kann.
2.      Hegels Hauptwerke, namentlich die Phänomenologie des Geistes und die Wissenschaft der Logik, bilden einen Schwerpunkt von Appels Forschung. Den Vorwurf eines totalitären System-Denkens gegenüber Hegel entkräftet Appel und entwickelt eine am Einfluss Hegels auf postmoderne Diskurse (von Ricoeur, Derrida, Levinas, bis zu Agamben) geschulte und alteritätssensible Lesart Hegels. Die Potenziale Hegels verortet Appel dabei u. a. in seiner Kritik eines gewalttätigen Wissenscharakters, der das Menschliche verdeckt.
3.      Die Frage nach Gott ist eine Frage, die nach Appel die Dimension der Frage als solcher in Frage stellt. Gegen die Ersetzung der Gottesfrage in der westlichen Welt durch weltimmanente Fragen versucht Appel, die Gottesfrage als Ausgang aus allen symbolischen, zeitlichen, räumlichen und politischen Festschreibungen zu denken. Die Offenheit des Gottesgedankens ist nach Appel in der gegenwärtigen Kultur in transformierter Gestalt in Literatur, Film und Musik virulent, wissend, dass sich die Welt nicht mehr durch unsere Wissensstrukturen bewältigen lässt.
4.      Die Frage nach Europa bedeutet für Appel die Frage nach der gastlichen Aufnahme pluraler Lebenswelten. Europa stellt nicht nur ein Gedächtnis gastlicher Heimatlosigkeit (Odysseus, Vergil, Abraham, Jesus), einer Vielfalt von Sprachen sowie einer Demokratisierung aller Lebensbereiche dar, sondern auch das Gedächtnis der moralischen Verpflichtung gegenüber dem verletzbaren Menschlichen.
5.      Auferstehung als theologischen Topos formuliert Appel als Frage nach der Gabe der Sterblichkeit. Eine Gesellschaft, die einerseits die Toten immer mehr ausschließt und den Tod jeder Bedeutung entleert und die andererseits die Sterblichkeit zu überwinden versucht, führt nach Appel entweder zum Nihilismus oder zu einer Welt der lebenden Toten. Demgegenüber versteht er die Sterblichkeit als Gabe der Menschlichkeit, die das Ablassen von eigenen Herrschafts- und Besitzansprüchen ermöglicht. Appel tritt daher für eine Neuartikulation des Gedankens der Auferstehung ein, in deren Zentrum nicht Unsterblichkeit, sondern das Geschenk der Sterblichkeit steht.

## Mitgliedschaften und Ämter
Kurt Appel hat seit 2011 den Lehrstuhl für Theologische Grundlagenforschung (ehemals Fundamentaltheologie) der Katholisch-Theologischen Fakultät an der Universität Wien inne.
Seit 2010 ist Appel Sprecher des interdisziplinären Forschungszentrums „Religion and Transformation in Contemporary Society“ der Universität Wien.
Seit 2015 ist Appel neben Jakob Deibl und Lukas K. Pokorny Hauptherausgeber (chief editor) des interdisziplinären Open Access Online Journals „Religion and Transformation in Contemporary Society“ (JRAT), das bei Brill erscheint.
Darüber hinaus ist Appel Mitglied des Advisory Boards zahlreicher internationaler wissenschaftlicher Zeitschriften.

## Auszeichnungen und Ehrungen
- 2008: Kardinal-Innitzer-Förderungspreis für Theologie
- 2019: Academic Leadership Award, verliehen von der Association of African Theologians in Enugo, Nigeria im Rahmen des Pan-African Catholic Congress on Theology, Society and Pastoral Life

## Veröffentlichungen

### Monographien
- Il neognosticismo, gemeinsam mit Isabella Guanzini, Brescia 2018.
- Tempo e Dio. Aperture contemporanee a partire da Hegel e Schelling (BTC 187), Brescia 2018.
- Apprezzare la morte. Cristianesimo e nuovo umanesimo (perconoscenza 5), Bologna 2015.
- Zeit und Gott. Mythos und Logos der Zeit im Anschluss an Hegel und Schelling (Wien, Univ., Habil. 2005 überarbeitet), Paderborn 2008.
- Entsprechung im Wider-Spruch. Eine Auseinandersetzung mit dem Offenbarungsbegriff der politischen Theologie des jungen Hegel (Wien, Univ., Diss. 2002 überarbeitet), Münster u. a. 2003.
- Kants Theodizeekritik. Eine Auseinandersetzung mit den Theodizeekonzeptionen von Leibniz und Kant (Wien, Univ., Diss. 2000 überarbeitet), Frankfurt u. a. 2003.

### Herausgeberschaft (Auswahl)
- gem. mit Massimo Nardello und Torres Queiruga (Eds.), Dio, dove sei? Ripensare la preghiera nel tempo dell‘emergenza, EDB: Bologna 2020.
- gem. mit Daniela Menozzi, Pierangelo Sequeri, Stella Morra, Paolo Benanti, Angelo Vincenzo Zani (Eds.), Profezia di Francesco. Traiettorie di un pontificato. Prefazione di Marcello Neri, EDB: Bologna 2020.
- gem. mit Carl Raschke (Eds.), The Crisis of Representation. Interdisciplinary Journal for Religion and Transformation (JRAT) 4/2, V&R unipress: Göttingen 2018.
- gem. mit Erwin Dirscherl (Eds.), Das Testament der Zeit. Die Apokalyptik und ihre gegenwärtige Rezeption (QD 278), Herder: Freiburg 2016.
- gem. mit Jakob Helmut Deibl (Eds.), Barmherzigkeit und zärtliche Liebe. Das theologische Programm von Papst Franziskus, Herder: Freiburg 2016.
- gem. mit Isabella Guanzini (Eds.), Religious Fundamentalism. Interdisciplinary Journal for Religion and Transformation in Contemporary Society (JRAT) 2/2, V&R unipress: Göttingen 2016.

- Preis der Sterblichkeit. Christentum und Neuer Humanismus (QD 271), Herder: Freiburg 2015. Italienische Version: Apprezzare la morte. Cristianesimo e nuovo umanesimo (perconoscenza 5), EDB: Bologna 2015.

- gem. mit Johann Baptist Metz / Jan-Heiner Tück: Dem Leiden ein Gedächtnis geben. Thesen zu einer anamnetischen Christologie (Festschrift Johann Reikerstorfer) (Wiener Forum für Theologie und Religionswissenschaft), Göttingen: Vandenhoeck & Ruprecht 2012.

### Artikel (Auswahl)
- Ludwig Feuerbach: Das Wesen des Christentums: Sakramente, Glaube und Liebe, Schlussanwendung, in: A. Arndt (Ed.), Ludwig Feuerbach: Das Wesen des Christentums: Sakramente, Glaube und Liebe, Schlussanwendung (Kap. 26–28), DeGruyter: Berlin 2020, 187–203.

- In cerca della preghiera, in: Kurt Appel / Massimo Nardello / Andrés Torres Queiruga, Dio, dove sei? Ripensare la preghiera nel tempo dell'emergenza, EDB, Bologna 2020, 9–19.

- Dopo Francesco, quello che resta, in: D. Menozzi, P. Sequeri, S. Morra, P. Benanti, A. Zani, K. Appel (Eds.), Profezia di Francesco. Traiettorie di un pontificato. Prefazione di Marcello Neri. EDB: Bologna 2020, 105–115.

- Il significato del mito nella filosofia di Pareyson e nella filosofia di Schelling, in: C. Ciancio, M. Pagano (Ed.), Il pensiero della libertà. Luigi Pareyson a cent´anni dalla nascita (Essere e libertà 30), Mimesis Edizioni: Milano, Udine 2020, 75–102.

- La giustizia della verità. Riflessioni intorno alla teologia per l´università che verrà, in: D. Cornati, E. Prato (ed.), Fratello Dio. Invenzioni a più voci. Studi in onore di Pierangelo Sequeri nel suo LXXV compleanno, Glossa: Milano 2020, 465–482.

- The Testament of Time – The Apocalypse of John and the recapitulatio of Time according to Giorgio Agamben, in: V. Wieser (Ed.), Empire, Death and Afterlife in Christianity, Islam and Buddhism, De Gruyter: Berlin 2020, 293–318.

- The Border of Borders, Christianity and the Rethinking of Public Space, in: Interdisciplinary Journal for Religion and Transformation 5 (2019), Ferdinand Schöningh: Paderborn, 514–528.

- L´essenza soggettiva della religione. Interpretazione e discussione di L. Feuerbach, L´essenza del cristianesimo (capitoli 26–28), in: G. Garelli, G. Lingua, La filosofia attraverso il prisma delle culture. Dialoghi con Maurizio Pagano, in: philosophica: serie rossa, Edizioni ETS: Pisa 2019, 213–229.

- Biblical Traces of the Guest, in: Re-Learning to be Human in Global Times: Brigitte Buchhammer (Hg.), Challenges and Opportunities from the Perspectives of Contemporary Philosophy of Religion. Cultural Heritage and Contemporary Change Series IV, Western European Philosophical Studies. Volume 12, Washington 2019, 5–16. Deutsche Version: Biblische Spuren des Gastes, in: B. Liebsch / M. Staudigl, Umrisse eines Ethos europäischer Gastlichkeit, Velbrück, Weilerswist 2016, 411–422.

- Critiques of Master-Representations: The Political Dimension of the Canon between the Bible and the Qur'an, in: K. Appel, C. Raschke (Eds.), The Crisis of Representation. Interdisciplinary Journal for Religion and Transformation in Contemporary Society 7. V&R unipress: Göttingen 2018, 14–39.

- Desacralisation as the Sanctification of the Church. Rosmini’s Diagnosis on the Plagues of the Church and their Topicality, in: Rosmini-Studies 5 (2018), 49–61.

- Gott in Hegels spekulativer Philosophie, in: Ch. Danz, J. Stolzenberg, V. Waibel (Hg.), Systeme der Vernunft. Kant und der deutsche Idealismus (Band 5). Systemkonzeptionen im Horizont des Theismusstreites (1811–1821), Hamburg: Meiner Verlag 2018, 263–289.

- Das Dieses ist ein Baum ist ein Baum. Der absolute Geist als freies Dasein der Wirklichkeit, in: T. Oehl, A. Kok, Objektiver und absoluter Geist nach Hegel. Kunst, Religion und Philosophie innerhalb und außerhalb von Gesellschaft und Geschichte, Brill: Leiden, Boston 2018, 57–80.

- The Essence of Europe Consists in Pointing Beyond Itself, in: International Journal of Philosophy and Theology (RJPT) 77:1-2, 2016, 62–69.

- Trinität und Offenheit Gottes, in: K. Viertbauer, H. Schmidinger, Glauben denken. Zur philosophischen Durchdringung der Gottesrede im 21. Jahrhundert, WBG, Darmstadt 2016, 19–46.